# حد دويتش

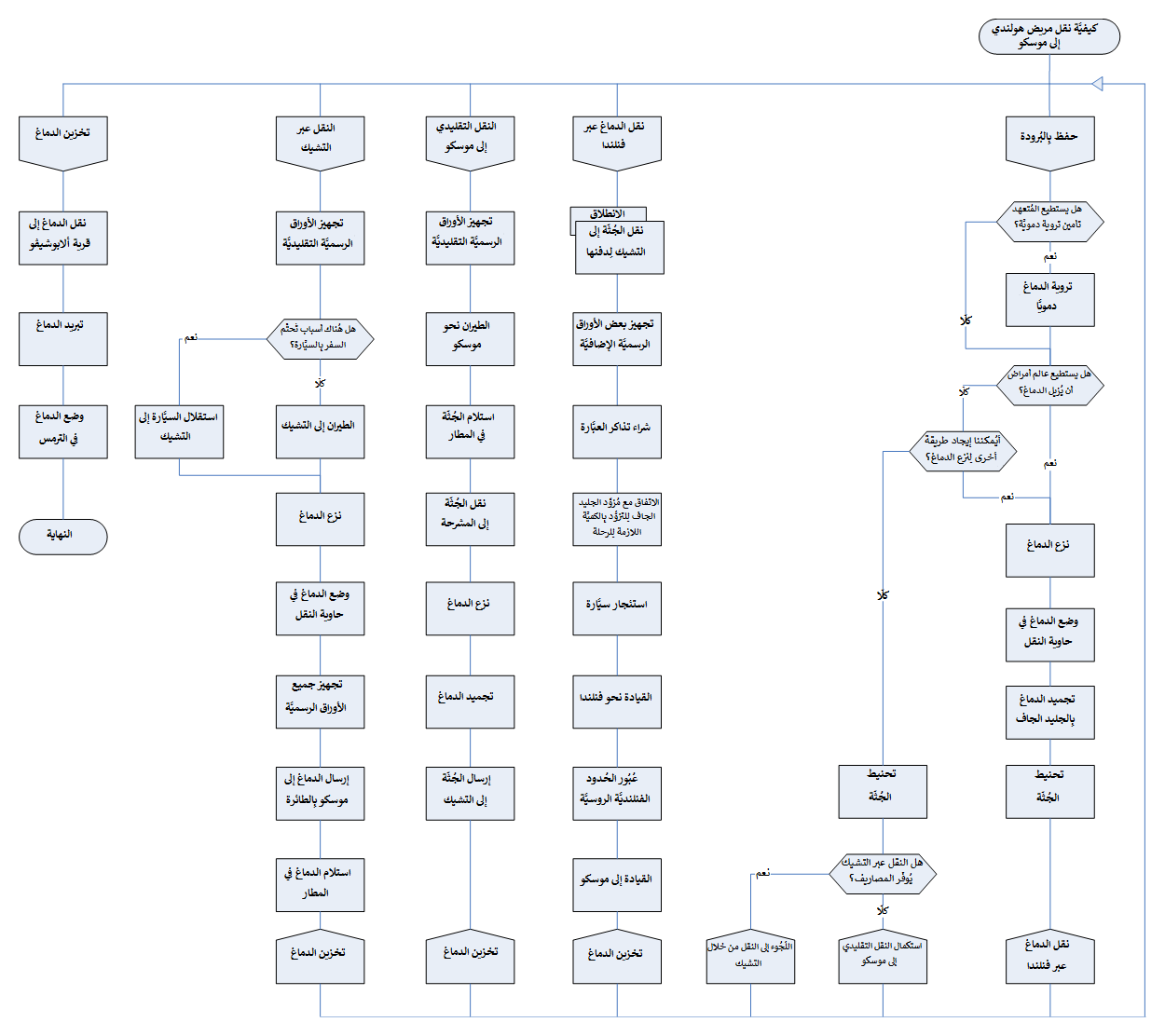
مثال على لغة برمجة مرئية، برنامج بلغة دراكون، ويحوي 50 نوع بيانات مدمجة

«حَدُّ دُوْيِتْشْ» هو مَقولَة عن تصميم معلومات لُغات البرمجة المرئيّة منشوءة من قِبَل ل. بيتر دويتش الَّذي قال:
«إنَّ مُشكلة البرمجة المَرئيّة هي أنَّه لا يُمكنك الحصول على أكثر من 50 نوع بيانات مُدمجة مَرئيَّة على الشاشة في وقتٍ واحد».
ابتُدِعَ المُصطلح من قِبَل فريد لاكين(بالإنجليزية: Fred Lakin)‏ بعد تعليقٍ لِدويتش على حديثٍ عن البرمجة المَرئيّة بين سكوت كيم(بالإنجليزية: Scott Kim)‏ وَوارين روبينيت(بالإنجليزية: Warren Robinett)‏: «حسنًا، هذا جيّد ومقبول، لكن مُشكلة لُغات البَرمجة المَرئيّة هي أنَّه لا يُمكنك الحصول على أكثر من 50 نوع بيانات مُدمجة مَرئيَّة على الشاشة في وقتٍ واحد. فكيف ستكتُب نظام تشغيل؟»
إنَّ مُدمجات اللُّغة(language primitive) في اللُّغة المَرئيّة هي العناصر الرُّسوميّة المنفصلة المُستَخدمة لبناء البرنامج، وَبتوفّر العديد منها في نفس الوقت يسمح للمُبَرمِج بقراءة معلومات أكثر. يُشار لهذا الحد كمثال على ميّزة اللُّغات الكتابيّة مُقارنةً بالمَرئيّة، 
في إشارةٍ إلى كثافة معلومات النص، وَصعوبة قياس اللُّغة.
يقول نُقَّاْدُ الحدّ إنّة ليس جليًّا وجود حَدٍّ مُشابه في لُغات البرمجة النصيَّة أم لا؛ وأنّه يُمكن تخطِّي هذا الحد بتطبيق التجزئة للبرمجة المَرئيّة كالَّذي شائع في البرمجة النصيَّة.

## طالع أيضًا
- أبعاد معرفية للترقيمات
- قانون كونوي

## روابط خارجيّة
- Parsons and Cranshaw commentary on Deutsch Limit in "Patterns of Visual Programming"
- Baeza-Yates's commentary on Visual Programming